# Jörg Schönbohm

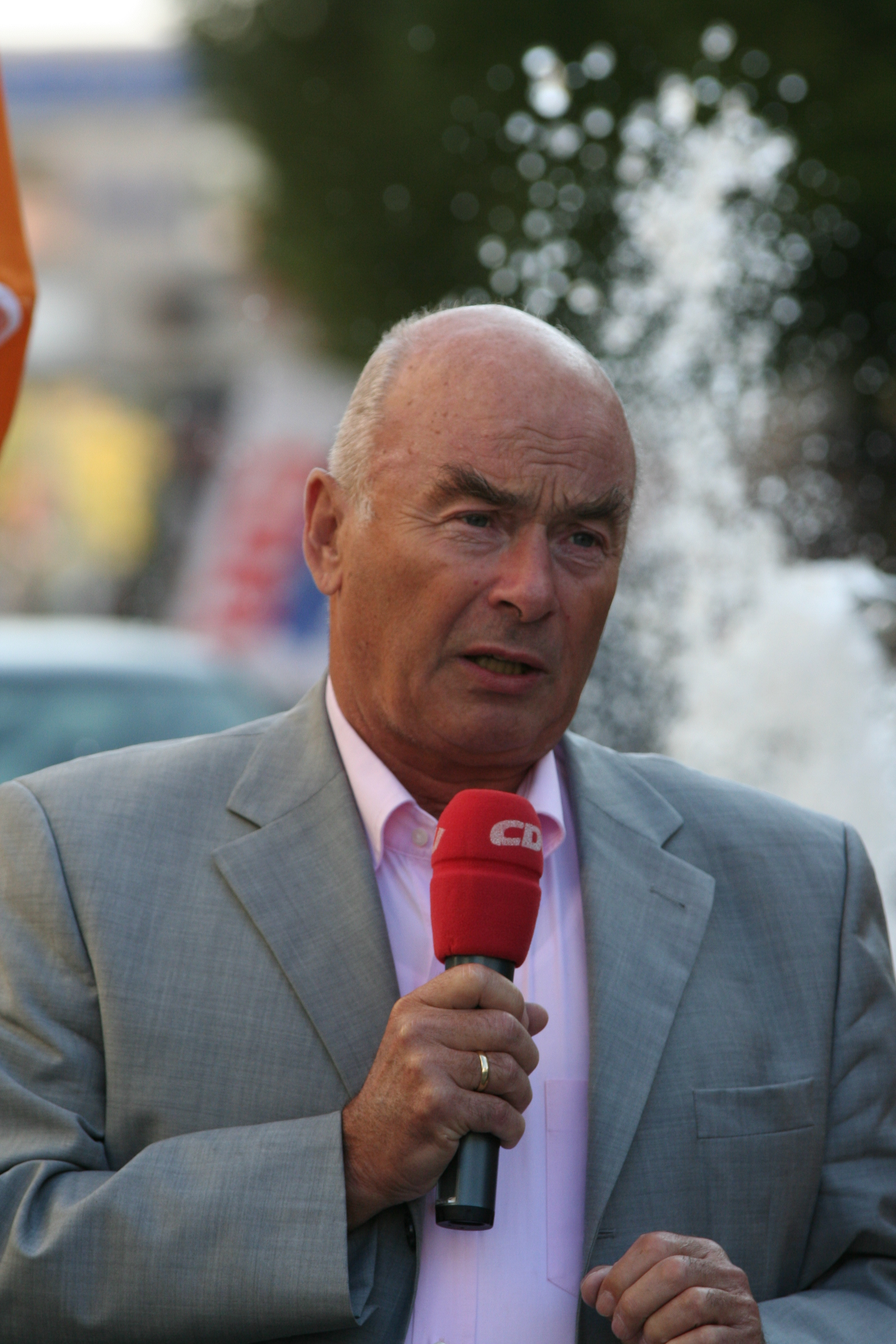
Jörg Schönbohm (2009)

Jörg Schönbohm (* 2. September 1937 in Neu Golm, Kreis Beeskow-Storkow; † 7. Februar 2019 in Kleinmachnow) war ein deutscher Politiker (CDU) und Generalleutnant des Heeres der Bundeswehr. Von 1991 bis 1992 war er Inspekteur des Heeres, nach der Pensionierung 1992 bis 1996 beamteter Staatssekretär für Sicherheitspolitik, Bundeswehrplanung und Rüstung im Bundesministerium der Verteidigung und von 1996 bis 1998 Innensenator in Berlin. Von 1998 bis 2007 war er Landesvorsitzender der CDU Brandenburg sowie von 1999 bis 2009 Innenminister des Landes Brandenburg.

## Leben

### Privates
Schönbohm hatte fünf Geschwister. Er wuchs zunächst im brandenburgischen Bad Saarow auf. Die Familie floh 1945 aus der sowjetischen Besatzungszone in die Lüneburger Heide, seine Jugend verbrachte er in Kassel. Seine Frau Eveline kannte er bereits seit der Kindheit in Brandenburg, sie trafen sich nach der Übersiedlung beider Familien in den Westen bei einem gemeinsamen Italienurlaub wieder und heirateten 1959. Schönbohm war evangelisch, hatte drei Kinder und wohnte zuletzt in Kleinmachnow im Landkreis Potsdam-Mittelmark. Im März 2012 erlitt er einen Schlaganfall. Er starb im Februar 2019 im Alter von 81 Jahren nach einem Herzinfarkt in seinem Haus in Kleinmachnow; beigesetzt wurde er auf dem Friedhof Zehlendorf. Sein Bruder Wulf Schönbohm (1941–2021) war ebenfalls CDU-Politiker; sein Sohn Arne Schönbohm war von 2016 bis 2022 Präsident des Bundesamtes für Sicherheit in der Informationstechnik.

### Militärische Laufbahn

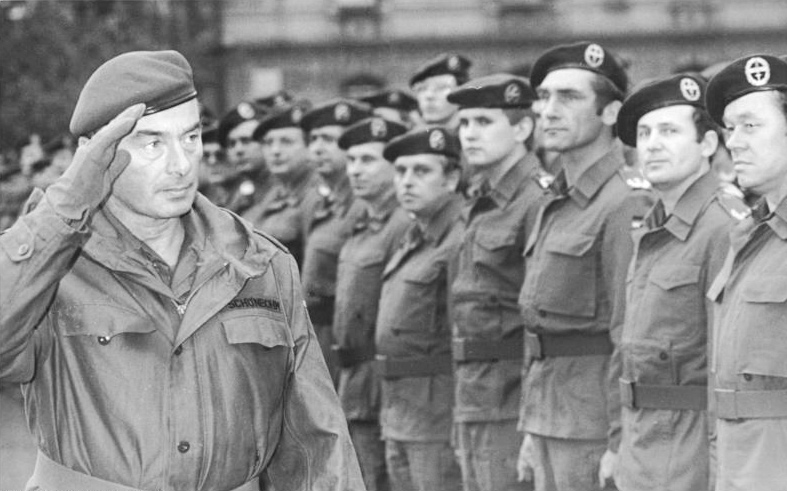
Generalleutnant Jörg Schönbohm, Befehlshaber Bundeswehrkommando Ost, bei der Befehlsübernahme des Wehrbereichskommandos VII am 4. Oktober 1990 in Leipzig.

Nachdem Schönbohm 1957 sein Abitur in Kassel abgelegt hatte, trat er am 1. April 1957 als Offizieranwärter seinen Dienst bei der Artillerietruppe der Bundeswehr in Niederlahnstein an. Ab 1959 folgten Verwendungen als Zugführer im Feldartilleriebataillon 55 in Homberg (Efze), im Raketenartilleriebataillon 22 und als Hörsaaloffizier an der Heeresoffizierschule I in Hannover. Von 1964 bis 1968 war er Batteriechef im Feldartilleriebataillon 11 in Hannover.
An der Führungsakademie der Bundeswehr in Hamburg absolvierte Schönbohm 1968 bis 1970 die Generalstabsausbildung. Anschließend war er bis 1973 Personalstabsoffizier (G1) der 11. Panzergrenadierdivision in Oldenburg. Danach wurde er nach Brunssum ins Hauptquartier der Allied Forces Central Europe der NATO versetzt. Unter General Ernst Ferber war er dort von 1973 bis 1975 der Generalstabsoffizier für Gefechtsübungen.
Von 1975 bis 1978 war er Kommandeur des Panzerartilleriebataillons 85 in Lüneburg. Anschließend diente er in Bonn als Referent in der Personalabteilung des Bundesministeriums der Verteidigung. 1979 wurde er dort  Referatsleiter im Führungsstab der Streitkräfte unter Generalinspekteur Jürgen Brandt. Mit Amtsantritt des neuen Verteidigungsministers Manfred Wörner (CDU) im Oktober 1982 wurde er dessen Adjutant. Von Oktober 1983 bis März 1985 übernahm er als Brigadegeneral das Kommando über die Panzerbrigade 21 in Augustdorf. 1985 bis 1988 war er in Bonn der stellvertretende Leiter des Planungsstabs im Verteidigungsministerium.
Vom 11. März 1988 bis zum 5. Januar 1989 hatte Schönbohm in Buxtehude das Kommando über die 3. Panzerdivision. Zum Generalleutnant befördert,  diente er dann anderthalb Jahre unter Verteidigungsminister Gerhard Stoltenberg (CDU) als Leiter des Planungsstabes.
Im Rahmen der Deutschen Wiedervereinigung wurde er am 3. Oktober 1990 zum Befehlshaber des Bundeswehrkommandos Ost in Strausberg ernannt. Sein Auftrag war es, die Auflösung der 90.000 Mann starken Nationalen Volksarmee (NVA) zu koordinieren und sie in die Bundeswehr zu integrieren.
Am 27. September 1991 wurde Schönbohm zum Inspekteur des Heeres ernannt. Nach fünf Monaten wurde er pensioniert und am 18. Februar 1992 von Verteidigungsminister Stoltenberg zum beamteten Staatssekretär für Sicherheitspolitik, Bundeswehrplanung und Rüstung berufen. Unter Stoltenberg und dessen Nachfolger Volker Rühe nahm er diese Aufgaben bis 1996 wahr.

## Politik

### Politische Laufbahn
Seit 1994 war Schönbohm Mitglied der CDU. Nach der Wahl zum Abgeordnetenhaus von Berlin 1995 amtierte Schönbohm ab dem 25. Januar 1996 als Innensenator der Großen Koalition unter dem Regierenden Bürgermeister Eberhard Diepgen. Er gab sein Amt im Jahr 1998 auf, um (erfolgreich) für den Landesvorsitz der CDU in Brandenburg zu kandidieren. Von 1998 bis 2007 war Schönbohm Vorsitzender des CDU-Landesverbands Brandenburg. Vom 10. April 2000 bis zum November 2006 war er zudem Mitglied des Präsidiums der Bundes-CDU.

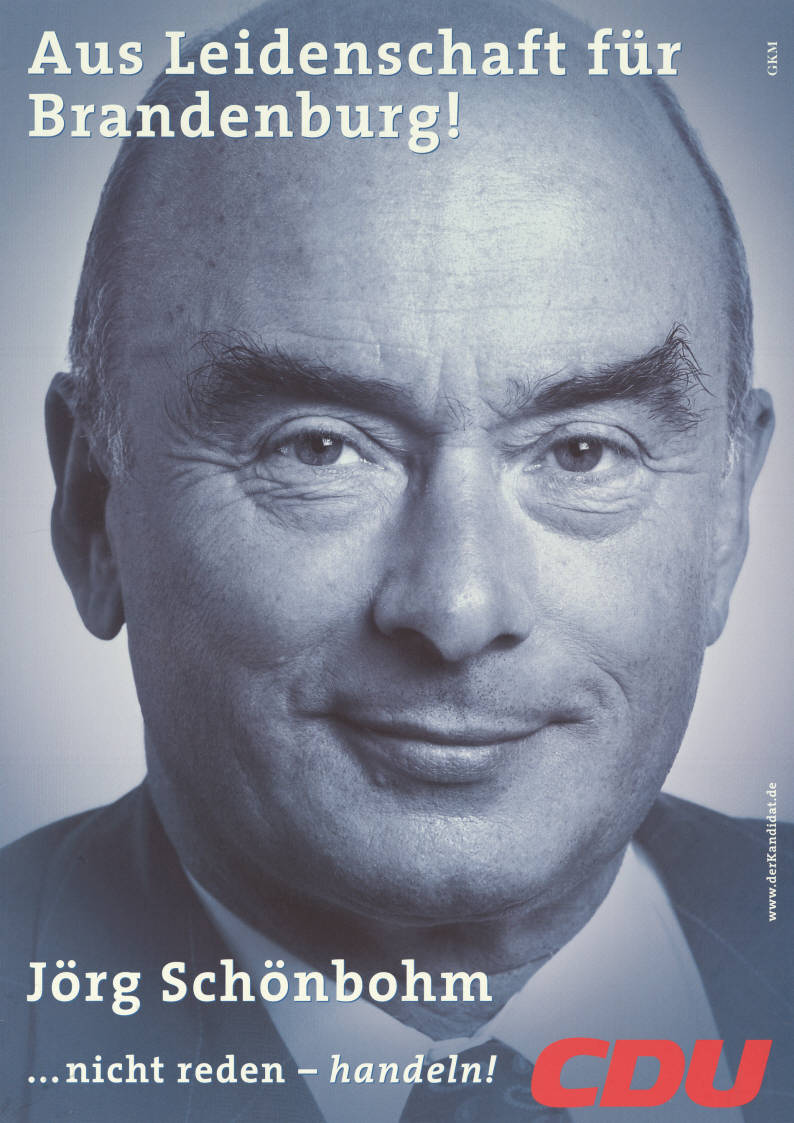
Plakat für die Landtagswahl 1999

Bei der Landtagswahl in Brandenburg 1999 trat Schönbohm erstmals als Spitzenkandidat der CDU an, welche sich von 18,7 auf 26,5 Prozent steigern konnte. Die SPD verlor ihre absolute Mehrheit. SPD und CDU stellten daraufhin ab dem 13. Oktober 1999 gemeinsam eine Koalitionsregierung unter Führung von Ministerpräsident Manfred Stolpe (SPD). Schönbohm trat als Innenminister und stellvertretender Ministerpräsident des Bundeslandes ins Kabinett ein.
Bei der Abstimmung zum Zuwanderungsgesetz 2002 im Bundesrat stimmte Schönbohm mit „Nein“ und sein Ministerpräsident Stolpe mit „Ja“. Da ein Bundesland seine Stimmen nur einheitlich abgeben kann, hätten die Stimmen Brandenburgs als ungültig gewertet werden müssen, was ein Scheitern des zustimmungsbedürftigen Gesetzes bedeutet hätte. Auch als Bundesratspräsident Klaus Wowereit ausdrücklich nur den Ministerpräsidenten aufforderte, das Votum für sein Land abzugeben, wiederholte Schönbohm sein „Nein“. Wowereit gab schließlich der Aussage des Regierungschefs den Vorrang und wertete die Stimmabgabe Brandenburgs als Zustimmung. Mit Urteil vom 18. Dezember 2002 erklärte das Bundesverfassungsgericht diese Vorgehensweise für verfassungswidrig und das Gesetz damit aus formellen Gründen für nichtig. Nach dem Wechsel an der Regierungsspitze im Juni 2002 behielt Schönbohm die Ämter als Innenminister und stellvertretender Ministerpräsident auch unter dem neuen Regierungschef Matthias Platzeck.
Bei den Landtagswahlen im September 2004 trat Schönbohm erneut als Spitzenkandidat an. Diesmal fiel die CDU auf 19,4 Prozent und wurde nach der SPD (31,9 Prozent) und der PDS (28,0 Prozent) nur noch drittstärkste Kraft im Landtag. Die Koalition wurde jedoch fortgeführt (Kabinett Platzeck II) und Schönbohm behielt seine Ämter als Innenminister und stellvertretender Ministerpräsident. Auf dem Parteitag am 27. Januar 2007 gab Schönbohm sein Amt als Landesvorsitzender, einen Monat später auch das des stellvertretenden Ministerpräsidenten, an Ulrich Junghanns ab und war seitdem nur noch Innenminister. Nach der Landtagswahl 2009, zu welcher diesmal Johanna Wanka als CDU-Spitzenkandidatin angetreten war, entschieden sich Ministerpräsident Matthias Platzeck und die SPD für die Bildung einer rot-roten Koalition mit der Linken. Am 6. November 2009 übergab Schönbohm das Amt des Innenministers an seinen Nachfolger Rainer Speer (SPD).
Jörg Schönbohm war Vizepräsident des Studienzentrums Weikersheim und Mitglied im Beirat der Bundesakademie für Sicherheitspolitik. Anfang Juli 2017 war Schönbohm bei der Gründung des Werteunion Brandenburg e. V. anwesend, distanzierte sich aber auf dem Landesparteitag am 15. Juli 2017 davon.

### Politische Positionen

#### Zu Zuwanderung und Leitkultur
Schönbohm etablierte seit 1998 das politische Schlagwort der „deutschen Leitkultur“. Er, wie auch der damalige CDU-Bundestagsfraktionsvorsitzende Friedrich Merz, forderte, dass Zuwanderer die „deutsche Leitkultur“ respektieren müssten. Sie hätten einen eigenen Integrationsbeitrag zu leisten, indem sie sich an die in Deutschland gewachsenen kulturellen Grundvorstellungen annäherten und insbesondere die deutsche Sprache erlernten. Sein „Nein“ in der turbulenten Abstimmung zum Zuwanderungsgesetz verhinderte letztlich das Zustandekommen dieses Gesetzes in der ursprünglichen Fassung.
Schönbohm war regelmäßig Gast beim Tag der Heimat der Landsmannschaft Ostpreußen. Im Juli 2006 löste er mit seinem Vorschlag der Umbenennung von Radio Multikulti in Radio Schwarz Rot Gold öffentliche Kritik aus. In seinen Reden mahnte er immer wieder an, dass Deutschland eine Leitkultur brauche, in die die Grundlagen des christlichen Abendlands einflössen.

#### Über Kriminalität in den neuen Bundesländern
In seiner umstrittenen Bemerkung im Zusammenhang mit dem Fall einer Mutter, die vermutlich neun ihrer neugeborenen Kinder getötet habe (Neonatizid), hatte er im August 2005 als Ursache „für die Zunahme von Verwahrlosung und Gewaltbereitschaft“ in Brandenburg „die vom SED-Regime erzwungene Proletarisierung verantwortlich“ gemacht. Nach Kritik auch aus seiner eigenen Partei betonte er, dass er die Ostdeutschen nicht beleidigen wollte, und entschuldigte sich, blieb jedoch bei seinen Aussagen. Später relativierte Schönbohm seine Aussagen: Sie seien „missverständlich“. Es gehe „nicht darum, die Menschen im Osten verantwortlich zu machen“. Rücktrittsforderungen wies er zurück.

#### Über die Kritik an Günther Oettinger
Schönbohm kritisierte die öffentliche Kritik der CDU-Parteivorsitzenden Angela Merkel an Günther Oettingers Aussagen über Hans Filbinger als „öffentliches Abwatschen“ und „parteischädigend“. „Ich habe den Eindruck, dass manche, die Oettinger jetzt Vorwürfe machen, sich mit der Geschichte nicht so befasst haben“, sagte Schönbohm am 16. April 2007 in der N24-Sendung Was erlauben Strunz. Die Reaktionen auf die umstrittenen Äußerungen des Ministerpräsidenten Oettinger in der Trauerrede für seinen verstorbenen Vorgänger Hans Filbinger (CDU) seien „zum Teil auch sehr platt gewesen“. Filbinger habe als Marinerichter im Zweiten Weltkrieg auch „anderen geholfen“. Schönbohm forderte, die Debatte über Oettingers Äußerungen nach dessen Entschuldigung zu beenden. Es sei besser „nicht draufzuschlagen, sondern eine Denkpause zu nehmen“.

## Ehrung und Auszeichnungen

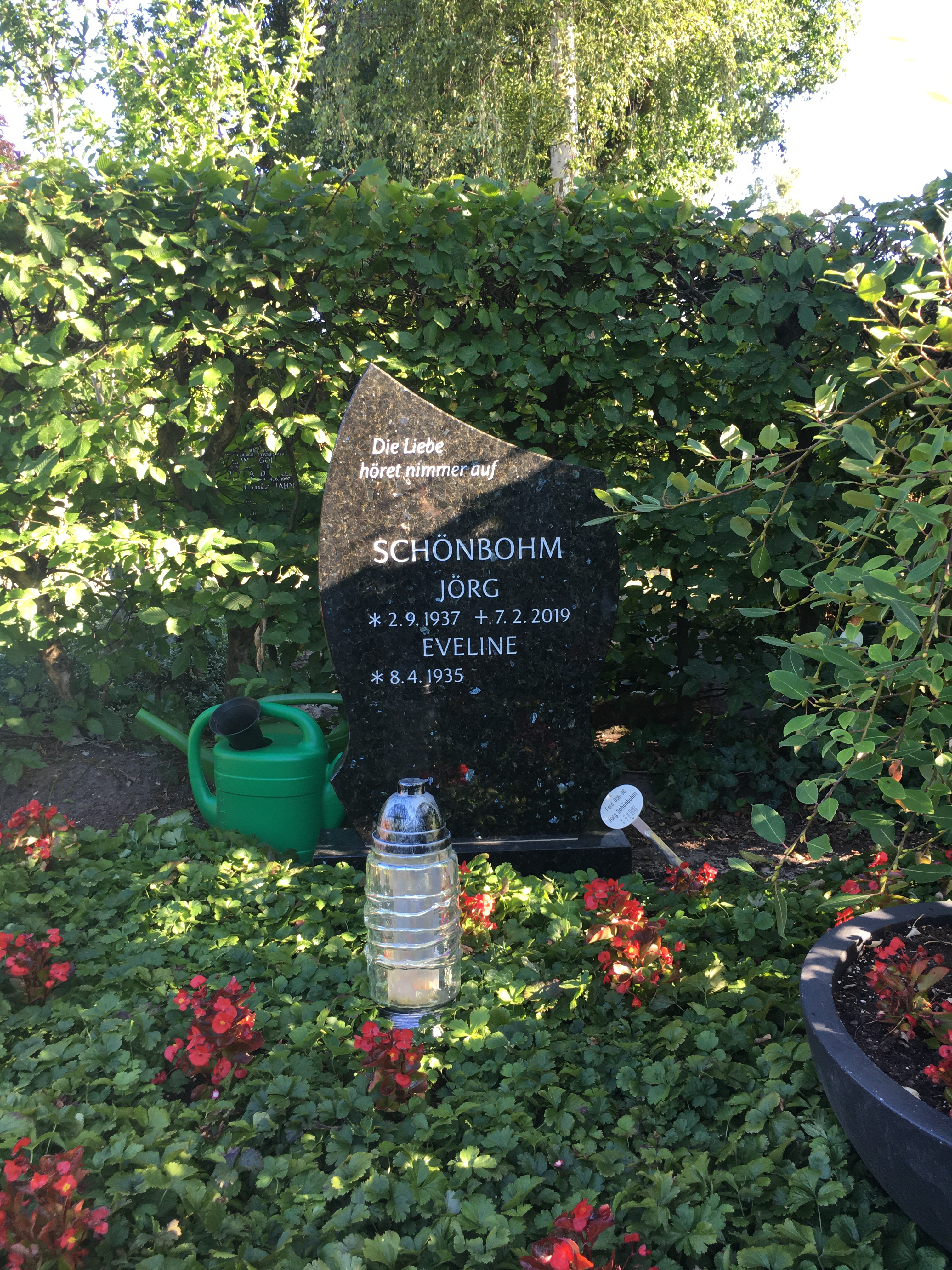
Grabstätte auf dem Friedhof Zehlendorf

- 1988: Bundesverdienstkreuz 1. Klasse
- 2005: Capo-Circeo-Preis der Vereinigung für italienisch-deutsche Freundschaft[16]
- 2007: Verdienstorden des Landes Brandenburg
- 2009: Deutsches Feuerwehr-Ehrenkreuz in Gold
- 2009: Manfred-Wörner-Medaille
- Großes Bundesverdienstkreuz der Bundesrepublik Deutschland
- Großkreuz des Ordens des Löwen zu Finnland
- Großkreuz der Ehrenlegion der Republik Frankreich
- Großkreuz des Königreichs Marokko
- Auszeichnung für die Landesverteidigung erster Klasse der Republik Ungarn
- Großes militärisches Ehrengeleit

## Schriften
- Zwei Armeen und ein Vaterland. Das Ende der Nationalen Volksarmee. Siedler, Berlin 1992, ISBN 3-88680-452-6.
- Politische Korrektheit. Das Schlachtfeld der Tugendwächter. Manuscriptum, Leipzig 2009, ISBN 978-3-937801-56-8.
- Wilde Schwermut. Erinnerungen eines Unpolitischen. Mit Beiträgen von Eveline Schönbohm. Landt, Berlin 2009, ISBN 978-3-938844-25-0.
- mit Arnulf Baring, Josef Kraus, Mechthild Löhr: Schluss mit dem Ausverkauf! Landt, Berlin 2011, ISBN 978-3-938844-26-7.